# Архангел Михаил (фрегат, 1791)
«Архангел Михаил» — парусный фрегат Балтийского флота Российской империи, находившийся в составе флота с 1791 по 1796 год, один из трёх фрегатов одноимённого типа, головной фрегат серии. Во время службы принимал участие в войне с Францией 1792—1797 годов, в том числе в крейсерских плаваниях и охране транспортных судов союзников. 25 октября (5 ноября) 1796 года разбился в районе полуострова Паркалаут.

## Описание судна
Парусный деревянный фрегат, один из трёх фрегатов одноимённого типа, строившихся в Архангельске с 1790 по 1798 год, по чертежам захваченного у шведов в 1789 году фрегата «Венус». Длина судна по сведениям из различных источников могла составлять 46,18—46,2 метра, ширина 11,9—11,96 метра, а осадка 4,79—4,8 метра. Вооружение судна состояло из 44 орудий, а численность экипажа могла составлять от 256 до 398 человек.

## История службы
Фрегат «Архангел Михаил» был заложен на стапеле Соломбальской верфи 14 (25) июля 1790 года и после спуска на воду 24 мая (4 июня) 1791 года вошёл в состав Балтийского флота России. Строительство вёл корабельный мастер бригадирского ранга М. Д. Портнов.
Принимал участие в войне с Францией 1792—1797 годов. 8 (19) июля 1792 года в составе эскадры вышел из Архангельска для перехода в Кронштадт, однако корабли попали в туман и фрегат разлучился с эскадрой. Во время одиночного плавания попал в шторм и из-за полученных повреждений был вынужден зайти в залив Экгоф у Бергена, где остался на зимовку. Летом следующего 1793 года перешёл в Копенгаген и 14 (25) июля присоединился там к эскадре адмирала А. И. Круза. C 19 (30) июля по 8 (19) августа эскадра совершала крейсерские плавания в Северном море до Доггер-банки, 13 (24) августа покинула Копенгаген и присоединившись к флоту у острова Борнхольм вместе с ним 20 (31) августа пришла на Ревельский рейд, а 15 (26) сентября фрегат перешёл в Кронштадт. В кампанию 1794 года находился в кронштадтском порту.
1 (12) июня 1795 года фрегат присоединился к эскадре вице-адмирала П. И. Ханыкова, которая вышла из Кронштадта и взяла курс к берегам Англии. Вместе с эскадрой посетил Ревель и Копенгаген, после чего 16 (27) июля отделился от эскадры для охраны английских транспортных судов в Северном море. До сентября 1796 года базируясь на английские порты принимал участие в крейсерских плаваниях отрядов флота к голландскому побережью. С 24 сентября (5 октября) по 1 (12) октября в составе эскадры П. И. Ханыкова совершил переход с Ширенского рейда в Копенгаген, где после ухода эскадры остался в составе отряда под командованием контр-адмирала М. К. Макарова. C 9 (20) по 14 (25) октября в составе этого отряда принимал участие в сопровождении английских транспортных судов в Северном море, после чего вернулся в Копенгаген.
15 (26) октября 1796 года «Архангел Михаил» вышел в плавание в Балтийское море. 25 октября (5 ноября) из-за ошибки в счислении сел на камни у одного из островов, находящихся напротив Парклаудских шхер, в двух милях к западу от острова Трескен. Во время удара о камни у фрегата вышибло руль, а его трюм на 7 с половиной футов наполнился водой. Вскоре экипажу удалось снять судно с камней и поставить его на якоря к северу от рифа. Не прекращая палить из орудий и откачивать воду из трюмов, экипаж предпринял попытку поднять выбитый руль, для чего под носовую часть фрегата подвели парус, однако попытка не увенчалась успехом. В половине четвёртого после полудня с Парклаута прибыли шведские лоцманы для проводки фрегата в удобное для ремонта места. Корабль под управлением прибывших лоцманов был направлен в одну из бухт, в которой через полтора часа вновь ударился днищем о камни и его трюм быстро наполнился водой. Экипажу в полном составе удалось перебраться на берег и перевезти часть вещей из судового имущества, однако сам фрегат был разбит о камни и затонул.
Командир фрегата капитан-лейтенант Н. И. Броун и сопровождавший фрегат капитан-лейтенант А. С. Грейг были отданы под суд, но вскоре оправданы. Также правительству Швеции был передан протест офицеров фрегата об умысле шведских лоцманов при вторичной посадке судна на камни, о которых им было известно. Во время проведения расследования у всех офицеров фрегата были запрошены их частные журналы плаваний, однако ни один из таких журналов не был найден.

## Командиры фрегата
Командирами фрегата «Архангел Михаил» в звании капитан-лейтенантов в разное время служили:
- Н. И. Смирнов (1792—1794 годы)[12];
- Н. И. Броун (1795—1796 годы)[13].